# Українська галицька армія
Українська галицька армія, УГА чи У. Г. А. — фронтова частина збройних сил Західноукраїнської Народної Республіки. До 17 листопада 1919 року називалась Галицькою армією.

## Початки
Зародком УГА були українські січові стрільці та підрозділи австро-угорської армії, сформовані з українців, що у Львові й провінції 1 листопада 1918 року підпорядкувалися Українській Національній Раді ЗУНР.
Листопадовий чин (у ніч із 31 жовтня на 1 листопада 1918 року) у Львові здійснили очолювані Дмитром Вітовським 1410 вояків при 60 старшинах, зміцнені ще 3, 11, 2 куренями УСС із Герцогства Буковина.
Регулярний характер УГА підтверджував закон Української Національної Ради від 13 листопада 1918 року «про загальний обов'язок військової служби громадян ЗУНР», на основі якого були проголошені в листопаді розпорядження Державного Секретаріату Військових Справ (ДСВС) про військово-територіальний поділ ЗУНР, організаційну схему ГА та мобілізацію до ГА чоловіків українців віком від 18 до 35 років. Територію ЗУНР (без Карпатської України) поділено на три військові області: Львів, Тернопіль і Станиславів, а з них кожну на 4 військові округи (по 5-8 повітів). На чолі кожної з них був окружний військовий комендант, що відповідав за набір новобранців, їх вишкіл і поповнення армії боєздатними частинами.

## Командування
Усіма військовими справами ЗУНР відав ДСВС, що діяв до 9 червня 1919 року та поділявся на Військову канцелярію ДСВС і 16 відділів. Йому безпосередньо підлягали справи поповнення армії, бойового й харчового постачання. Державними Секретарями Військових Справ були: полковник Дмитро Вітовський (з 9 листопада 1918 до 13 лютого 1919) і полковник Віктор Курманович (до 9 червня 1919). Після проголошення диктатури ЗО УНР функції ДСВС перейшли частково до Начальної Команди УГА, а частково до новоутвореної Військової канцелярії диктатора (шеф підполковник Карл Долежаль). Утворена у травні 1919 Команда запілля, що перебрала тимчасово функції ДСВС, увійшла в червні до Етапної Команди УГА.

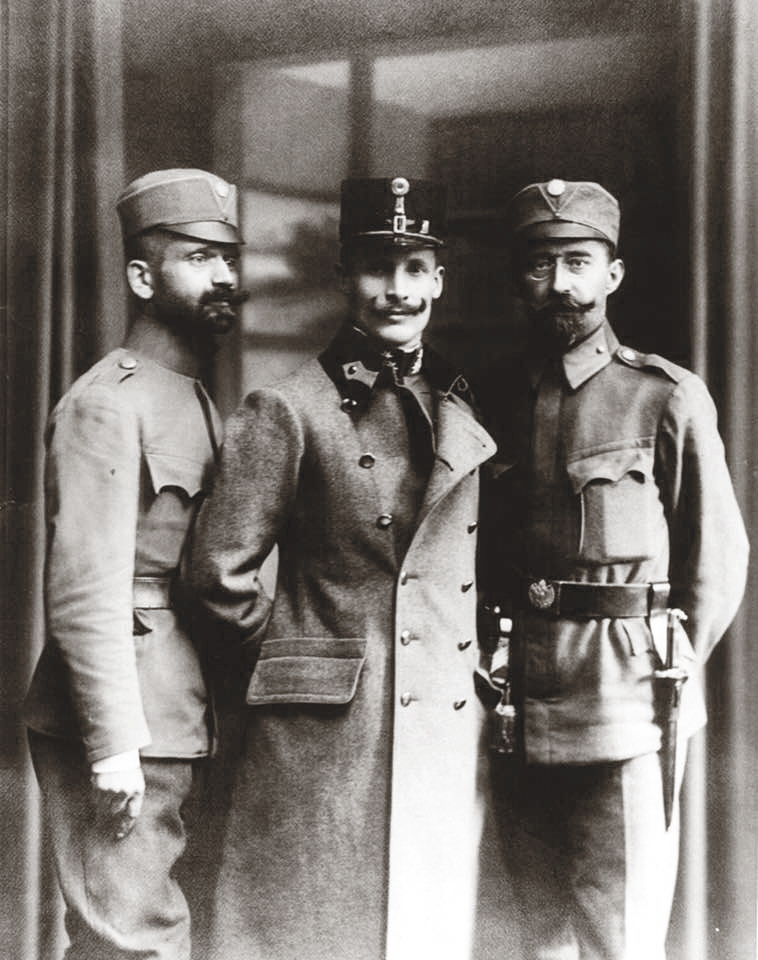
Старшини УГА Іван Боберський, Михайло Волошин і Лонгин Цегельський, 1918

Формально початково верховним головнокомандуючим УГА був голова УНРади (з червня 1919 функції главковерха перейшли до Диктатора ЗУНР), якому до допомоги була з функціями генерального штабу Начальна Команда Галицької Армії (НКГА). Її очолював Начальний командант УГА, з червня 1919 Начальний вождь (головком), з помічником — начальником генштабу (Генеральної Булави).
Начальними командантами за організаційного періоду послідовно були: полковник Дмитро Вітовський (до 5 листопада 1918), полковник Григорій Коссак (до 9 листопада 1918), полковник Гнат Стефанів (до 10 грудня 1918); згодом генерал Михайло Омелянович-Павленко (до 9 червня 1919), генерал Олександр Греков (до 5 липня 1919), 6 липня 1919 начальним вождем УГА замість генерала О. Грекова призначено генерала Мирона Тарнавського, якого замінив генерал Осип Микитка, полковник Альфред Шаманек (до 21 лютого 1920) і полковник Амброзій Вітошинський (до 1 березня 1920). Заступниками начальних командантів і одночасно начальниками штабу були: полковник М. Маринович (до 5 листопада 1918), отаман Семен Ґорук (до 10 грудня 1918), полковник Євген Мишковський (до 7 лютого 1919), полковник Віктор Курманович (до 9 червня 1919), полковник А. Шаманек (до 7 листопада 1919), генерал Густав Ціріц (до 10 лютого 1920) і знову полковник А. Шаманек (до 1 березня 1920).
НКГА керувала операціями УГА на фронті, а також очолювала усі частини УГА, розташованих на фронті. Усі інші частини УГА підлягали через тилові окружні команди — ДСВС. НКГА поділялася за австрійським зразком на оперативний і організаційно-матеріальний відділи. За генерала О. Грекова у червні 1919 року НКГА реорганізовано — її поділено на Оперативний штаб, Головний відділ фронту і Етапну команду. Зі скасуванням ДСВС НКГА підлягали також усі запасні й вишкільні частини й обозні валки.

## Формування
Перші польові формації УГА творилися стихійно проти повстання польських боївок у Львові (1 листопада 1918) та нападу польських військ із Польщі на Галичину (11 листопада 1918 вони зайняли Перемишль). 13 листопада до галицьких частин приєднався козацький загін ім. І. Гонти під командуванням отамана Андрія Долуда, який складався з добровольців із Наддніпрянської України. На 21 листопада 1918 в українських військових ЗУНР підрозділах налічувалося 161 старшина і 4517 стрільців. Під час формування Галицької армії гостро відчувався брак вишколених старшин. В австрійській армії служила значна кількість старшин-українців, але здебільшого це були старшини запасу нижчого рангу. Старшин вищих рангів, особливо штабних, із вищою військовою освітою, практично не було. До кінця грудня 1918 р. ГА була мішаниною різних військових груп регулярного, напівпартизанського, навіть і партизанського характеру, що творили залогу Львова або оперували на шляхах наступу польських військ. Ці групи називалися різно й мали дуже різнорідний склад, залежно від місцевих умов, це були самостійні полки, курені, навіть самостійні сотні. У грудні 1918 р. в ГА існувало 15 бойових груп різної величини й складу. Командири цих військових підрозділів призначені в різний час різними командними структурами — колишнім командантом Гнатом Стефанівим, Державним секретаріатом військових справ. Найсильнішими були підльвівські групи: «Наварія», «Старе Село», «Схід». На північних кордонах ЗУНР для відбиття польської агресії створено групу «Північ» (полковник Осип Микитка); на південно-західних Обл. Команда в Стрию (полковник Григорій Коссак) очолювала різні групи, що створилися самочинно на західному фронті, що тягнувся від Команчі (до 19. 1) до Городка: Команча, Лютовиська, Старий Самбір, Глибока, Крукеничі, Рудки, Південь І і II. Усі ці групи не являли собою суцільної лінії, рідко мали зв'язок з НК ГА і ще рідше між собою. Чисельний стан цих груп у висліді поповнень зростав. На початку грудня 1918 р., коли генерал М. Омелянович-Павленко перебрав начальну команду ГА, вона нараховувала близько 30000 старшин і вояків, у тому числі в бойовому стані 15000 при 40 гарматах (без наддніпрянських частин).
Тоді польсько-український фронт переходив від Тісни на південний захід до Хирова й попри Перемишль до Львова, зі Львова до Яворова й попри Любачів на Раву Руську до Белза, а далі на північ до Крилова на Холмщині. У грудні 1918 р. всі польові формації підпорядковано одностайному командуванню НКГА, а впродовж січня-лютого ГА реорганізовано за планом полковника Євгена Мишковського. Бойові групи зведено в 3 корпуси по 4 бригади, що складалися звич. з 3—6 куренів піхоти (в деяких бригадах об'єднаних у 2 полки), однієї кінної сотні, одного польового гарматного полку з 4—6 батарей, однієї саперної сотні, частин зв'язку та допоміжних відділів і служб.
До І Галицького корпусу (команда в Камінці Струмиловій, командант полковник О. Микитка, начальник штабу отаман І. Куніш) увійшли: 5-та Сокальська (командант сотник О. Демчук, згодом сотник В. Коссар), 6-та Равська (сотник Ю. Головінський), 9-та Угнівсько-Белзька бригада (отаман Б. Шашкевич), 10-та Янівська або Яворівська (полковник Д. Долуд, згодом сотник М. Климкевич, сотник Ф. Кондрацький) бригади.
До II Галицького корпусу (команда — в Бібрці, командант — полковник М. Тарнавський, начштабу — підполковник Й. Папп де Яноші, згодом полковник А. Шаманек) увійшли: І бригада УСС (командант отаман Осип Букшований), 2 Коломийська (підполковник Франц Тінкль, згодом підполковник Антін Виметаль), 3 Бережанська (підполковник А. Вольф, пізніше отаман О. Лисняк), 4 Золочівська (отаман С. Шухевич).
До III Галицького корпусу (команда в Стрию, командант полк. Г. Коссак, потім ген. М. Ґембачів, начштабу підполковник К. Долежаль) увійшли бригади: 7 Стрийська (згодом Львівська; командант підполковник Костянтин Слюсарчук, потім підполковник А. Бізанц), 8-ма Самбірська (отаман К. Гофман), І Гірська (сотник М. Маційович, пізніше отаман В. Перський) і дві групи «Крукеничі» (полковник В. Шепель) і «Глибока» (сотник М. Федик), що з 8-ю Самбірською бригадою були під загальним командуванням полковника А. Кравса. Ця організаційна схема УГА збереглася до кінця її існування. Дальші бригади не можна було створювати через брак старшин і бойового спорядження.
20 січня 1919 р. Начальна Команда Української Галицької армії знаходиться у Ходорові, де остаточно було сформовано два відділи — оперативний та організаційно-матеріальний. До оперативного належали підвідділи — референтури: оперативний, зв'язку, розвідки, летунства, автомобільний, персональний та ін. Аналогічно організовано штаби корпусів і бригад.
За даними документів Харчового уряду ДС ВС, з березня 1919 р. мобілізовано 126000 старшин і вояків, тобто 5 % українського населення, а фактично значно більше, бо численні старшини і вояки, що підлягали мобілізації, не повернулися додому з фронтів світової війни чи з полону (тільки в Італії до виїзду на Україну зареєстровано було до 40000 старшин і вояків-українців, колишніх полонених австрійської армії).

## Структура

### I Галицький корпус
Утворений 19 лютого 1919 р. з групи «Північ».
Команда (штаб): м. Кам'янка-Струмилова
Командувачі корпусу: генерал В. Курманович, генерал О. Микитка, полковник А. Шаманек.
| Назва частини                    | Командувачі                                                                     | Підпорядковані підрозділи                                            | Примітки            |
| -------------------------------- | ------------------------------------------------------------------------------- | -------------------------------------------------------------------- | ------------------- |
| 5-та Сокальська бригада          | сотн. О. Демчук полк. Захаріїн сотн. П. Петрик сотн. В. Секунда сотн. В. Коссар | - 3 курені - 5-й гарматний полк - кінна сотня                        |                     |
| 6-та Равська бригада             | от. В. Стафіняк сотн. Ю. Головінський                                           | - 3 курені - 6-й гарматний полк - кінна сотня                        |                     |
| 9-та Белзька (Угнівська) бригада | от. В. Стафіняк сотн. В. Хром'як от. Б. Шашкевич сотн. Й. Фещур                 | - 3 курені - Гуцульський курінь (з травня 1919) - 9-й гарматний полк |                     |
| 10-та Янівська бригада           | підполк. А. Долуд сотн. М. Климкевич сотн. Ф. Кондрацький сотн. І. Чайка        | - 4 курені - 10-й гарматний полк - саперська сотня                   |                     |
| Полтавська бригада               |                                                                                 |                                                                      |                     |
| Бронепотяг «Ч.212»               |                                                                                 |                                                                      | до травня 1919      |
| Жидівський пробойовий курінь     |                                                                                 |                                                                      | червень-липень 1919 |

### II Галицький корпус
Утворений у січні 1919 р. з груп «Схід», «Старе Село» й «Щирець».
Команда (штаб): м. Бібрка
Командувачі корпусу: генерал М. Тарнавський, генерал А. Вольф.
| Назва частини            | Командувачі                                                                                              | Підпорядковані підрозділи                                                                                                 | Примітки                     |
| ------------------------ | --- | --- | ---------------------------- |
| 1-ша бригада УСС         | от. О. Букшований                                                                                        | - 1-й полк УСС (3 курені) - 2-й полк УСС (2 курені) - 1-й гарматний полк - кінна сотня - саперська сотня - технічна сотня |                              |
| 2-га Коломийська бригада | підполк. Ф. Тінкль                                                                                       | - 3 курені - 2-й гарматний полк                                                                                           | з червня 1919 у 3-му корпусі |
| 3-тя Бережанська бригада | полк. А. Лєгар полк. І. Ом. Павленко от. В. Черський ген. А. Вольф от. С. Горук от. О. Лесняк от. Кучера | - 5-й полк (2 курені) - 6-й полк (3 курені) - 3-й гарматний полк                                                          |                              |
| 4-та Золочівська бригада | полк. Дідюків от. С. Шухевич полк. С. Чмелик от. П. Лясковський от. Б. Шашкевич                          | - 7-й полк (2 курені) - 8-й полк (2 курені) - 4-й гарматний полк                                                          |                              |

### III Галицький корпус
Утворений у січні 1919 р. з груп «Щирець», «Рудки», «Крукеничі», «Глибока», «Старий Самбір».
Команда (штаб): м. Стрий
Командувачі корпусу: полковник Г. Коссак, генерал М. Гембачів, генерал А. Кравс.
| Назва частини                      | Командувачі                                      | Підпорядковані підрозділи                                                                                         | Примітки                     |
| ---------------------------------- | ------------------------------------------------ | --- | ---------------------------- |
| 1-ша Гірська бригада               | сотн. М. Маційович от. В. Черський               | | до травня 1919               |
| 7-ма Стрийська (Львівська) бригада | полк. К. Слюсарчук підполк. А. Бізанц            | - 13-й полк (3 курені) - 14-й полк (3 курені) - 7-й гарматний полк - саперська сотня                              | з травня 1919 у 2-му корпусі |
| 8-ма Самбірська бригада            | от. К. Гофман                                    | - 4 курені - 8-й гарматний полк                                                                                   |                              |
| Бойова група «Крукевичі»           | сотн. Кравчук полк. Шепель підполк. В. Федорович | | до червня 1919               |
| Бойова група «Глибока»             | ген. А. Кравс сотн. М. Федик                     | | до червня 1919               |
| 11-та Стрийська бригада            | от. К. Шльоссер                                  | - 4 курені - 11-й гарматний полк                                                                                  | з червня 1919                |
| 14-та Станиславівська бригада      | от. В. Оробко                                    | - 3 курені - 14-й гарматний полк - саперська сотня                                                                | з червня 1919                |
| 1-ша кінна бригада                 | от. Е. Шепарович                                 | - 1-й кінний полк (3 кінні сотні та скорострільна сотня) - 2-й кінний полк (3 кінні сотні та скорострільна сотня) | з червня 1919                |

### IV Галицький корпус
Утворений у червні 1919 під час Чортківської офензиви. Повністю так і не був сформований, за винятком окремих бригад, які оперативно підпорядковувались I і II корпусам.
Командувач корпусу: генерал А. Гембачів.
| Назва частини               | Командувачі       | Підпорядковані підрозділи                                      | Примітки                        |
| --------------------------- | ----------------- | -------------------------------------------------------------- | ------------------------------- |
| 12-та бригада               | от. О. Лесняк     |                                                                | підпорядковувалася 2-му корпусу |
| 13-та бригада               | сотн. Т. Галевич  |                                                                |                                 |
| 15-та бригада               | от. Р. Дудинський |                                                                |                                 |
| 18-та Тернопільська бригада | сотн. І. Цьокан   | - саперна сотня                                                | підпорядковувалася 1-му корпусу |
| 21-ша Збаразька бригада     | от. Б. Шашкевич   | - 2 курені - легкий гарматний полк - кінна чота - чота зв'язку | підпорядковувалася 1-му корпусу |

### V Галицький корпус
Утворений у червні 1919 під час Чортківської офензиви. Повністю так і не був сформований.
Командувач корпусу: генерал Г. Коссак.
| Назва частини             | Командувачі          | Підпорядковані підрозділи | Примітки |
| ------------------------- | -------------------- | ------------------------- | -------- |
| 16-та Чортківська бригада | полк. С. Шепель      |                           |          |
| 17-та Бучацька бригада    | от. І. Грабовенський |                           |          |
| 19-та бригада             | от. Р. Кніттель      |                           |          |
| 20-та бригада             |                      |                           |          |

### Літунський полк
Команда (штаб): смт Красне
Командувачі полку: сотн. П. Франко, полковник Б. Гувер, полковник Дж. Кануков.
| Назва частини        | Командувачі                         | К-сть літаків |
| -------------------- | ----------------------------------- | ------------- |
| 1-ша Літунська сотня | пор. А. Хрущ                        | 12            |
| 2-га Літунська сотня | сотн. Н. Залозний полк. Дж. Кануков | 7             |
| 3-тя Літунська сотня | сотн. Н. Залозний                   | 5             |
| Літунська база       | сотн. С. Слезак                     |               |

## Військові дії в Галичині (грудень 1918 — липень 1919)

### Перші бої за Львів (грудень 1918— січень 1919)
Після відступу зі Львова першою створилася група «Схід» — на сході від міста, відтак — «Старе село» на півдні, до їхнього складу входив полк Українських січових стрільців; з цих груп пізніше сформувався II корпус Галицької армії. З військових підрозділів, які діяли проти польських відділів, що намагалися зі Львова прорватися у північну частину Галичини, сформовано групу «Північ». До неї входили Сокальська, Белзька, Угнівська, Равська підгрупи, які стали ядром 1-го корпусу Української Галицької армії. Поблизу Перемишля створено групу «Південь», до якої входили практично самостійні бойові групи «Щирець», «Наварія», «Рудки», «Крукеничі», «Хирів», «Лютовиська», «Карпатська», «Глибока», що згодом стали ядром III корпусу УГА.
Підготовка до загального наступу на Львів почалася другою декадою грудня 1918. До виконання наступу залучені групи «Старе Село», «Щирець» та «Схід». Безпосередньо у наступі мали бути задіяні «Старе Село» і «Щирець». Першій планувалося наступ із півдня, другій із південного заходу, маючи на меті оволодіти головним залізничним двірцем. Група «Схід» мала завдання відволікти на себе частину польських військ на півночі і сході. Початок операції призначено на 27 грудня. Лінія фронту проходила довкола Львова через Брюховичі — Збоїська — Кривчиці — Майорівку — Пирогівку, поза Козельниками — Сокільниками і Скниловом.
Наступаючі частини посилені новими бойовими силами. Групі «Старе Село» підпорядкували І-й Станіславський курінь, І-й Бережанський, І-й Коломийський та І-й курінь бригади УСС. Групу посилено батареями — по 10 гаубиць і одній далекобійній. Групу «Щирець» — Козятинською окремою піхотною бригадою — 1200 стрільців. Чисельність бойових сил, залучених до операції, лічила 4000 стрільців і 16 батарей. Зосередження стількох підрозділів, на думку Начальної Команди, повинно було принести успіх.
Однак, іноземці на керівних постах у Українській Галицькій Армії, спричинювали «витік» інформації ворогові. Отримавши дані, польська група полковника Сопотницького — 2400 жовнірів, 24 скоростріли, 150 кіннотників і 10 гармат — 24 грудня прибула в Городок. Випереджуючи наступ українських сил, 25 грудня група здобула Любінь Великий, 26 грудня Ставчани, 27 грудня Оброшине та Рудно і 28 грудня увійшла на допомогу польським військам у Львові. Цим поляки вивели з бойового ладу групу «Щирець» і значно посилили обороноздатність Львова. Одначе Начальна Команда ГА не змінила свого плану та 27 грудня наступ на Львів почали групи «Схід» і «Старе Село». Станіславський курінь здобув Сихів, курінь УСС здобув Зубру. 28 грудня група «Старе Село» зайняла Міські Пасіки, Сокільники, Бондарівку, курінь УСС — Козельники і Персенківку; УСС підійшли до Кульпаркова. Група «Схід» стала під Личаковом і захопила бровар Грунда. Хоча група «Щирець» тими днями відбила Любінь Великий, але Ставчан і Оброшино здобути не вдалося. Обходячи їх, група зайняла Скнилів, але підтримати наступ на Львів не змогла. На 29 грудня лінія фронту довкола Львова була наступна: Брюховичі — Рясна-Руська — Малехів — бровар Грунда — Пасіки Міські — Персенківка — Кульпарків — Скнилів — Зимна Вода.
Лінія фронту на новий 1919 рік йшла від Тімни до Хирова, від Перемишля кругом Львова на Яворів, Любачі, до Крилова на Холмщині. За листопад і грудень 1918 польські війська зайняли 10 з 59 повітів, в яких початком листопада була проголошена ЗУНР.

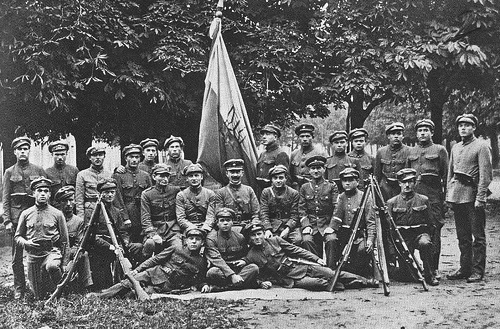
Солдати Української Галицької армії

Повторний наступ на Львів був призначений на 11 січня. Проте поляки розвідали і провели випереджуючу акцію. 6—7 січня група генерала Ромера з Рави-Руської прорвала лінію оборони, яку вкруг міста займала група «Північ» і 8 січня зайняла Жовкву. Куликів поляки здобули 9 січня, група прорвалася до Львова і укріпила його залогу. Випадом зі Львова поляки зайняли Рясну-Руську, Домажир, Козичі, Мшану і Судову Вишню. Вже 10 січня група УГА «Янів» поляків завернула до Львова.
Третій випад здійснено 7 і 8 січня на Угнів і Сокаль, тут їх зупинили українські частини. Випади поляків зірвали наступ УГА, а 12 січня поляки самі почали наступ. Захопивши Скнилів, вони 13 січня зайняли Бондарівку і Козельники. Група «Старе Село» під командою О. Микитки відбила Козельники і Персенківку. Позиційні бої були головною причиною зриву наступу УГА на Львів. Бойова лінія фронту довкола Львова стала так: Басівка — Сокільники — ліс Освіча — Козельники — північніше Сихова — Пасіки Міські — Чортківська Скеля — Лисиничі — Сороки — Ляшки Муровані — Малехів — Лиса Гора, Брюховичі — Рясна Руська — Козичі — Карачинів. В умовах холодної і сніжної зими, коло Львова та приколійної перемиської смуги бойові дії дещо стихли. Обидві сторони намагались максимально використати це затишшя у власних цілях.

### Реорганізація УГА (січень 1919)
На початку січня 1919 нечіткість і різнобій військових формацій Української Галицької армії, їхня невпорядкованість змусили Начальну команду провести повну реорганізацію для перетворення Збройних сил ЗУНР у регулярну армію, ідея реорганізації і її проведення належала тодішньому начальникові штабу НКГА полковникові Є. Мишковському. Усі військові формування звели до трьох корпусів, до корпусу входило 4 бригади, кожна з яких складалася з 3—5 піхотних куренів, полку артилерії, кінної сотні, сотні зв'язку, технічної сотні і допоміжних формацій; назви корпусів і бригад мали порядкові номери, а бригади, окрім числа, отримували ще й назву тієї місцевості, де вони починали формуватися. Наприклад, «2-га Коломийська бригада». Перший корпус створено з «Групи Північ», до нього увійшли «5-та Сокальська», «6-та Равська», «9-та Белзька» і «10-та Янівська» бригади та кінний полк. Під час польсько-української війни 1918—1919 цим корпусом командували полковник В. Курманович, згодом полковник О. Микитка, полковник А. Шаманек, а під час існування ЧУГА — отаман О. Лисняк і сотник Ю. Головінський.

### Вовчухівська операція УГА (лютий 1919)
Незважаючи на чисельну й технічну перевагу польського війська, за 248 днів війни УГА мала також і перемоги. Але остаточній перемозі галицького війська у першому наступі під Вовчухами в лютому 1919 (так звана «Вовчухівська операція»), коли практично завершилося оточення Львова, перешкодила Місія Антанти, очолена генералом Бертелемі, яка в дуже прикрій ситуації для поляків наказала перемир'я і просування частин ГА було зупинено.
За сприяння Антанти 25 березня Варшаві вдалося укласти угоду з Австрією і Чехословаччиною про транзит транспортів із людьми й озброєнням із Франції та Італії. У цій трагічній ситуації провід ЗОУНР знову погодився на припинення бойових дій і на переговори за участю Найвищої Ради. Тим часом польські сили генерала Галлера готували потужний наступ на всьому 500-кілометровому фронті.

### Польський наступ армії Галлера (травень 1919)
Хоч численність УГА на фронті нараховувала у квітні 1919 року 1412 старшин і 52 200 вояків (533 кулемети, 188 польових і 13 важких гармат), польське військо вже в лютому-березні 1919 р. мало чисельну перевагу. В квітні 1919 р. Галицькій армії протистояло 62-тисячне угрупування польських військ. До нього у травні приєдналося 30 тис. старшин та вояків зі 100-тисячної армії Галлера, сформованої у Франції, які всупереч зобов'язанням польського уряду використовувати тільки у боротьбі проти більшовиків спрямували — проти УГА Великий польський наступ почався 14 травня, коли поляки, всупереч зобов'язанням перед Антантою, кинули проти УГА шість добре озброєних дивізій генерала Юзефа Галлера і розпочали наступ на всьому фронті. Під натиском переважаючих сил ворога частини УГА були змушені відступати на схід.
Трикратна польська перевага на південному фронті створила безвихідну ситуацію на Прикарпатті. Частини І Гірської бригади і група «Глибока» втратили зв'язки з головними силами і були змушені перейти на Карпатську Україну, де й були інтерновані. За короткий час, продовжуючи вести запеклі бої на фронті, Галицька армія була перетворена у бойову силу загальною чисельністю близько 60 тис. бійців із забезпеченим запіллям. Проте відсутність ритмічного матеріального забезпечення (зброї, боєприпасів, амуніції), регулярного поповнення особового складу, недостатній вишкіл новобранців та брак вищих старшин (на службу до Галицької армії запросили колишніх офіцерів австрійської армії) значно послаблювали боєздатність армії. Важка ситуація ще погіршилася, коли 24 травня румунське військо з дивізією польського генерала Люціана Желіґовського ударило по тилах УГА і почало займати Покуття разом із Коломиєю і Снятином. УГА була затиснута у невеликий трикутник біля Чорткова на південному сході Галичини.
Разом із протистоянням польським військам, відбувалися внутрішні бунти. Один із них — «Дрогобицький бунт», піднятий сотнею Дрогобицької міліції за рішенням «Жовнірської Ради», збаламученої більшовицькою агітацією, проти уряду ЗУНР. Був ліквідований III-м куренем бригади УСС через кілька годин після початку, але надзвичайно роздмуханий у радянській історіографії.

### Чортківська офензива УГА (червень 1919)
6 червня 1919 УГА, зібрана в південно-східному трикутнику Галичини, здобула перемогу під Чортковом і перейшла в наступ. 9 червня командувачем 25-тисячної Галицької армії був призначений генерал Олександр Греков, який разом із групою старшин підготував план наступальної операції у напрямку Чортків — Львів. 
У червні Начальна Команда на чолі з генералом О. Грековим запланувала створення ще восьми бригад, тобто, двох нових корпусів. Під час Чортківської офензиви утворено штаби 14-ї Станіславської, 15-ї Теребовлянської, 16-ї Чортківської, 17-ї Бучацької, 18-ї Тернопільської та 21-ї Збаразької бригад, але після переходу Збруча штаби розформували. Залишилися тільки 14-та Станіславська бригада, яка замінила у III корпусі 1-шу Гірську бригаду отамана Черського, що під час польського наступу весною 1919 була відрізана від решти частини ГА і перейшла на територію Чехословаччини, де її інтернували. Закінчував реорганізацію УГА В. Курманович, який заступив полковника Є. Мишковського на посаді шефа штабу НКГА. Реорганізована Галицька армія налічувала, за даними Б. Гнатевича, 45 куренів піхоти, близько 40 батарей і кілька сотень кінноти, що становило приблизно 25 000 крісів (гвинтівок), 150 гармат і близько 600 шабель. Окрім того, армія мала багато допомогових відділів та установ, що збільшувало її загальний чисельний склад удвічі. Поповнення бойових частин і військових формацій, вишкіл, постачання харчів і амуніції здійснював Державний секретаріат військових справ зі своїми виконавчими органами на місцях — окружними і повітовими командами. Після ліквідації у червні 1919 ДСВС цю роботу виконувала Команда запілля, а пізніше — Команда етапу армії, якою керували спочатку полковник Г. Коссак, а пізніше — отаман Зегорш.
25 червня 1919 УГА в ході Чортківської офензиви оволоділа Ожидовом і Белзцем. Стомлена тритижневим наступом і відчуваючи постійний брак набоїв, УГА перейшла до оборони. За три тижні наступу здобуто значні успіхи, які не можна було закріпити через повний брак воєнного спорядження в УГА, в основному піхотної амуніції.

## УГА на Великій Україні (липень 1919 — квітень 1920)

### Відступ УГА за Збруч (16—17 липня 1919)
28 червня польське керівництво перекинуло на Галицький фронт кілька нових, добре озброєних дивізій під проводом маршала Ю. Пілсудського. Було прорвано фронт І i ІІ корпусів, розпочався другий відступ УГА до Збруча, польська армія, прорвавши фронт Галицької армії, перейшла в контрнаступ від Бродів до Коломиї, контрнаступ поляків 16—17 липня закінчився переходом УГА через р. Збруч. Серед частин, які прикривали відступ основних сил українського війська, був Жидівський курінь УГА під командуванням С. Ляйнберга. На територію УНР перейшло 49 800 старшин і вояків при 603 кулеметах і 187 гарматах. У складі УГА були також деякі бригади, що постали під час Чортківської офензиви, з яких 12-та, 14-та, 18-та і 21-ша піші та 1-ша кінна брали вже участь у боях.

### Антибільшовицький фронт УГА (липень — листопад 1919)

Старшини штабу III-го корпусу УГА в таборі військовополонених у м. Тухоля. Польща. 1920 р. В центрі сидять: 13 — отаман Вільгельм Лобковець, 14 — генерал Мирон Тарнавський, 15 — сотник Петро Біґус.

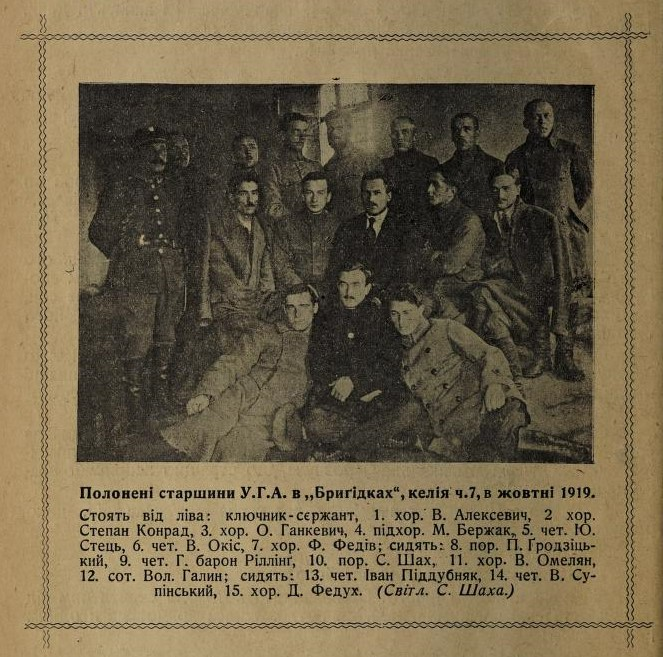
Полонені старшини УГА в тюрмі «Бриґідки», жовтень 1919 року.

25 липня 1919 р. частини II Галицького корпусу вийшли на антибільшовицький фронт, а за ним 2 серпня і вся УГА. 12 серпня почався наступ об'єднаних українських армій на Київ — Одесу, яким керував новостворений штаб Головного отамана з генералом М. Юнаковим як начальником штабу і генералом В. Курмановичем як генерал-квартирмейстром. До кінця серпня 1919 українські армії звільнили від більшовиків 72500 км² території і 6,5 млн населення УНР. Похід на Київ закінчився 30 серпня здобуттям (головно III корпусом УГА під командуванням генерала А. Кравса) Києва і зустріччю з Добрармією генерала А. Денікіна наступного дня, але згодом і до відступу обох українських армій на захід.
25 жовтня 1919 р. під час спільної наради представників ЗУНР та УНР генерал М. Тарнавський доповідав, що в строю залишалось 7000 вояків УГА; внаслідок епідемії, відсутності постачання різко знизилась дисципліна, зросло дезертирство. Старшини-фронтовики вимагали покінчити з війною, вступити в переговори з Денікіним чи Червоною Армією.
У другій половині листопада 1919 р. кількість хворих не зменшувалась, надавати кваліфіковану меддопомогу було вкрай складно через розкиданість на значних просторах. За деякими даними, у Проскурові було 1600 хворих, Барі — 2500, Немирові — 2000, Вінниці — 1000, Жмеринці — 500, Могилеві — 400…
Причиною воєнної катастрофи УГА, до якої згодом дійшло, не були воєнні перемоги ворога, але жахлива епідемія тифу та інших пошесних хвороб, які вивели з армії до 90 % стану, так що в листопаді 1919 тільки 7 % вояцтва УГА могли лишитися на фронтовій лінії. Лев Шанковський вважав епідемію тифу, що підкосила галицьке військо, застосуванням хімічної зброї.

### Союз УГА та ЗСПР (листопад 1919 — січень 1920)
Наслідком цього 17 листопада в Одесі сталося підписання сепаратного договору між УГА та Збройними силами Півдня Росії, та перехід УГА під командування Антона Денікіна; Галицька армія переходила на бік Добровольчої армії, але не могла бути використаною проти Армії УНР, передбачалося, що протягом 17—30 листопада вона зосереджується на лінії Козятин — Вінниця — Іллінці — Оратів — Погребище; займає і боронить район Бердичева; її штаб розміщується в Умані; тилові установи дислокуються в Христинівці, Ольгополі, Вознесенську, Миколаєві; санітарні установи з хворими і пораненими залишаються на місці; галичани зберігали внутрішню автономію та невтручання білих у питання призначення командного складу, січові стрільці не були визнані частиною Галицької армії, галицький уряд продовжував свою діяльність, вирішення політичних питань відкладалось на майбутнє.

### Союз УГА з Червоною армією (січень — квітень 1920)
У січні 1920 стан УГА зменшився до 1373 старшин і 20576 вояків, а в квітні до 1435 старшин і 16688 вояків. Це й примусило НКГА укласти перемир'я, а згодом і союзний договір із російською Добрармією (Одеса, 17.12.1919). Штабом УГА тоді намагався керувати полковник Добровольчої армії Микола Соборський, а потім стати Червоною Українською Галицькою Армією (ЧУГА), коли після розгрому Добрармії частини Червоної армії з'явилися на місці розташування галицьких бригад.
31 січня під Одесою під час відступу білогвардійців з Одеси відбулося створення за ініціативи командування УГА двох українських піших полків — 1-го Чорноморського та 2-го Запорозького — з колишніх військовополонених армії УНР; в кінці лютого деякі сотні було розформовані й влиті до більшовицьких частин, а з решти утворено 361-й український радянський стрілецький полк при 41-й більшовицькій дивізії зі штабом у Тирасполі.

### Польський полон (квітень 1920)
Остаточно УГА вийшла з поля боїв, коли у квітні 1920 дві колишні галицькі бригади покинули Червону армію й перейшли до Армії УНР, що була тоді в союзі з польським військом, але потрапили в польський полон. Поляки звільнили підстаршин і вояків, а старшин інтернували в таборі полонених у Тухолі. Такий був кінець УГА після майже півторарічного її існування.

## Роди зброї та служб

### Піхота та артилерія
Піхота
Найчисленнішим і головним родом зброї УГА (67 % усього стану) була піхота, озброєна гвинтівками та карабінами (манліхерівка) системи Манліхер-Штаєр. На польському фронті на 1000 багнетів піхоти припадало 25 шабель кінноти та 8 гармат. Основною бойовою одиницею був курінь (на польському фронті — 51, на Наддніпрянщині — 48), що ділився на 4 сотні, сотні — на чоти (чети); до цього доходила ще скорострільна сотня (або чета у кожній сотні).
Наддніпрянські курені мали по 3 стрілецькі сотні й 1 кулеметну (8 кулеметів). Українська піхота відзначалася великою витривалістю, була краща в наступах і рукопашному бою, ніж в обороні; бо їй завжди бракувало набоїв, і тому вона часто мусила залишати свої позиції і відступати. У цих випадках піхоту часто рятувала артилерія, яка займала позицію перед відступаючою піхотою й стрільбою на близьку віддаль стримувала противника.
Артилерія
Артилерія УГА була не тільки найкращим родом зброї, але й найкращою артилерією з усіх армій Східної Європи. Вона складала 10,5 % особового складу усієї УГА; на польському фронті галицька артилерія мала 58 батарей (у тому числі 40 батарей легких гармат, 1 гірську, 1 кінну, 7 гаубичних і 1 далекострільну (2 гармати 122 мм); на Наддніпрянщині 47 з половиною батарей (у них 177 легких і 10 важких гармат). Початково артилерія УГА мала австрійський гарматний матеріал, але ще на польському фронті через брак набоїв виміняла його на російський. У листопаді, після переходу УГА на бік ДА, не поінформовані про потаємні перемовини з білогвардійцями гармаші 6-ти батарей полків СС у складі УГА — Зарицького та Бутрима — знищили армату та перейшли до Дієвої армії УНР чи полишили військо.

### Кіннота
Кіннота, не зважаючи на її широкі можливості в рухливій війні, не відігравала в УГА великої ролі, бо в ДСВС панувала доктрина позиційної війни, в якій кінноті не надавали значення. Тільки з ініціативи генерала Олександра Грекова під час першого відступу УГА присвячено кінноті більше уваги і в червні 1919 р. створено Кінну бригаду у складі 2 полків, а в липні перший полк кінноти 1 корпусу — разом близько 1340 шабель.

### Авіація

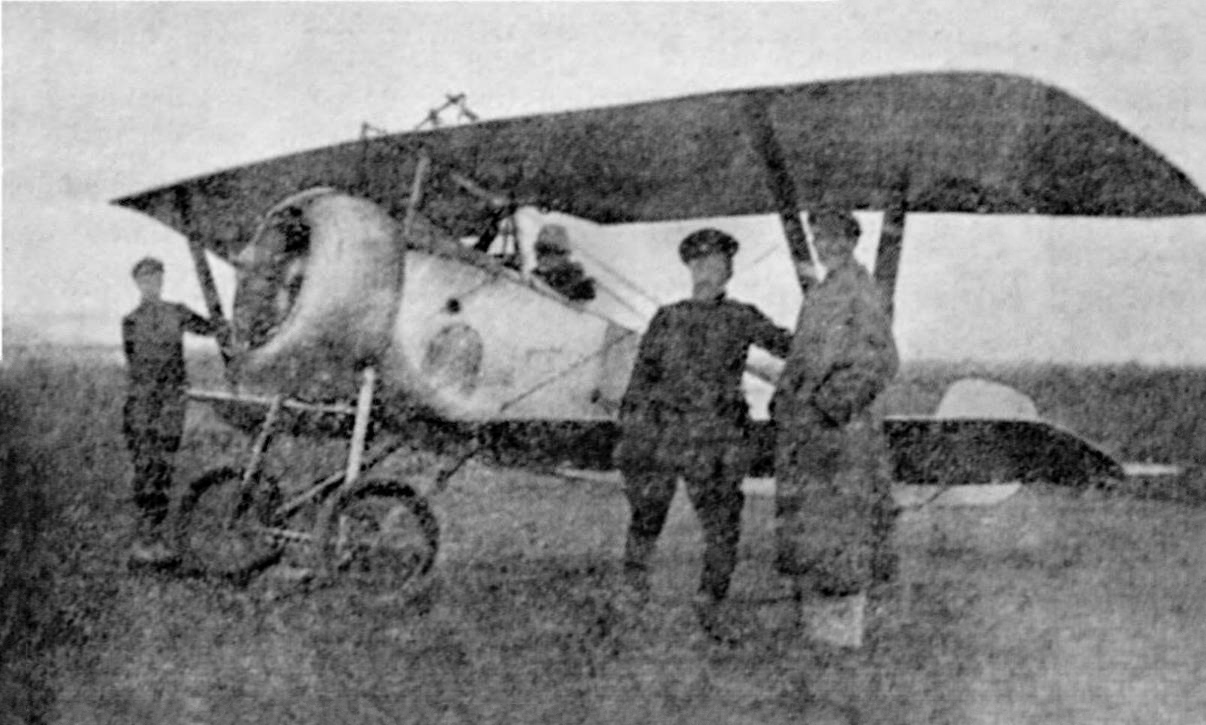
Аероплан на озброєнні УГА

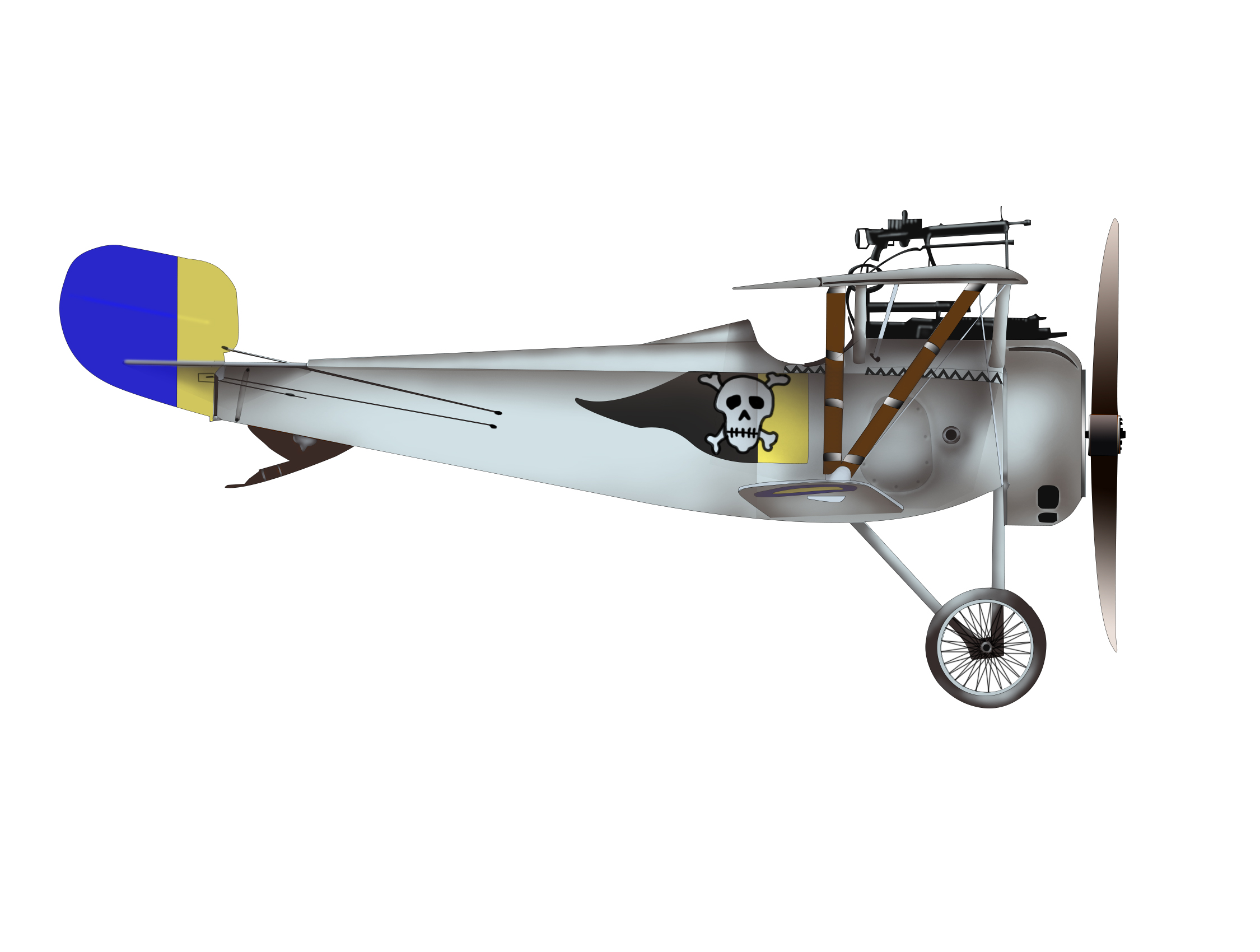
Nieuport 17C УГА Лютий 1919

Авіація постала з авіаційного відділу, що його на авіаційній базі в Красному організував сотник Петро Франко; при допомозі висококваліфікованих пілотів колишньої російської армії було організовано авіаційний полк (перший командант — сотник Борис Губер — загинув 5 лютого 1919 р. під час навчання зі старшинами від вибуху бомби, згодом полковник Джамбулат Кануков), що складався з 3 авіаційних сотень, авіашколи, технічної сотні і сотні обслуги; стан у квітні 1919 р.: 35 старшин і 300 вояків.
В українському літунстві служили також кадрові старшини австрійської армії: Франц Рудорфер, Едвард Бернгубер, Альберт-Фелікс Шепарович та інші.
До квітня 1919 р. українська авіація мала перевагу над польською, проте згодом її отримала саме польська авіація (150 літаків проти 40 українських) і добровільна американська ескадра. І хоча на той час літаки були мало розвиненими, дерев'яними, часто розбивались, вибухали, проте сам факт їхнього існування в УГА підтверджує, що Українська Галицька Армія — дійсно сильна, організована.
У повітряних боях українські летуни збили 16 польських літаків, з них 9 перемог було на рахунку сотника С. Євського (летунський сотник УГА Євський). Під час першого відступу до Збруча полк передислокувався в с. Звиняч поблизу Чорткова, після переходу УГА через Збруч — у с. Макову (Маків) під Кам'янцем-Подільським, згодом — до Шатави (поблизу Нової Ушиці), відтак — до Вінниці. Під час відступу УГА з-під Києва полк перебував у Могилеві, пізніше — в Одесі, після з'єднання з більшовиками — у Бердичеві і Козятині, де частину полку захопило польське військо.
До виникнення літунства Галицької Армії дуже причинився 3-й Одеський авіадивізіон, який прибув до Галичини під проводом свого командира — полковника Джам-Булата Канукова. З ним прибули добрі й досвідчені бойові летуни: полковник Борис Губер — відомий авіаконструктор, сотники Василь Євський, Василь Булатів, поручник Аркадій Шеремецінський, хорунжий Хаз-Булат Кануков (брат полковника).
Одночасно на Галицькій землі були власні спроби організувати літунство. Постали два літунські відділи, з яких один зорганізував син Івана Франка, поручник Петро Франко, другий у Тернополі — поручник Василь Томенко. Разом із прибулими наддніпрянцями ці відділи створили Галицький літунський відділ. Його головний аеродром був у Красному на Львівщині.
На цьому аеродромі залишилися по австрійцях великі майстерні, що їх очолив поручник Степан Слєзак — колишній конструктор австрійських гідропланів. Він зорганізував до праці фахівців-механіків, що їх спроваджував навіть із Відня і розгорнув широку роботу над направою і комплектуванням літаків. Майстерні ці привели до бойової готовості чимало літаків.
У грудні 1918 та січні 1919 Літунський відділ Галицької армії постійно розвивався. На початку лютого 1919 року прибула до відділу ціла низка літунів із колишньої російської та австрійської армій. Це дало змогу перетворити Літунський відділ на полк, що сталося на початку квітня 1919 року. З цього часу літунський полк Галицької армії складався з 3 бойових сотень та літунської бази.
1-ша сотня була розташована в Дулібах коло Стрия. Командиром її був поручник Антін Хрущ, а серед старшин-літунів були: сотники Євський, Алелюхін, поручники Огар, Земик, Заславський, чотарі Сєриків, Коцко (брат Адама), Мовчук, Фелікс Шепарович (брат Едмунда, командира 1-ї кінної бригади), Яцура та інші. На стані цієї сотні перебував вістун Михайло Шарик. На стані цієї сотні перебував теж Лев Шанковський, коли вчився в Старшинській школі Коша Звідомного полку в Станиславові (Івано-Франківськ).
2-га сотня залишилася в Красному, де теж перебувала Запасна сотня з Кошем полку, а теж майстерні поручника Слєзака.
3-тя сотня під проводом сотника Залозного перебувала в Тернополі.
Літунський відділ, а потім Літунський полк Галицької армії провадили живу бойову діяльність на польському фронті. 1-ша літунська сотня обслуговувала фронт III Галицького корпусу від Карпатських гір до м. Львова. 2 і 3 літунські сотні обслуговували фронт І і II Галицького корпусу. На польському фронті, українська авіація мала перевагу над польською авіяцією, яка негайно зникала з повітря при появі українського літака. Причиною, була не чисельна перевага, бо від квітня поляки мали чисельну перевагу над українцями, але якісна перевага українських літунів, що навіть на гірших машинах перемагали польських літунів. Про це свідчить відношення втрат: у повітряних боях поляки втратили 16 літаків, українці тільки 1. Переможцями у повітряних боях були сотн. Євський, що зібрав найбільше перемог (9), а далі пор. Шеремецінський, сотн. Алєлюхін, чот. Сєриків, пор. Рудольфер. Не помогла і «Ескадра льотніча ім. Тадеуша Косцюшкі», що була зорганізована в США і якої два американські літуни (не-поляки) згинули в повітряному бою з українськими літунами, втрачаючи теж два літаки.
Один літак, що його втратило українське літунство, був ушкоджений обстрілом і мусів приземлитися. Оба члени залоги, пор. П. Франко та ст. дес. Кавута попалися в польський полон, з якого оба втекли. Вони щасливо прибули окружною дорогою через Прагу, Відень і Будапешт до свого відділу в Красному.
5 лютого 1919 року сталася трагічна подія: під час викладу полковника Б. Губера в школі для старшин про бомби і їх кидання на ворожі цілі, бомба, що її хотів задемонструвати Б. Губер, розірвалася йому в руках. Згинули на місці: полковник Борис Губер, поручник Орест Гумецький, хорунжі Хаз-Булат Кануков, Михайло Нестор, Осип Швець. Від ран померли в лікарні: поручники Олекса Васан, Василь Томенко, Іван Люпул. З поранених вилікувався тільки сотник І. Фостаковський.
В іншій трагічній катастрофі галицького літунства розбився літак із командиром Галицького літунського полку — полковником Джам-Булатом Кануковим (він та 2 літуни згинули). Літак впав з висоти 500 м коло Озерної в другій половині травня 1919 року. Як виявлило пізніше слідство, причиною катастрофи був саботаж пілота-віденця — хорунжого Кубша, запідозреного в комунізмі. Перед закінченням слідства Кубаш, очевидно, свідомий свого злочину і майбутньої кари, підступом добрався до одного з літаків і стартував до втечі. В погоні за ним піднявся на своєму «Нюпорі» сотник Євський, дігнав його над Теребовлею і збив.
25 травня 1-ша літунська сотня відлетіла на наказ літунського референта Державного Секретаріату Військових Справ — сотника Евгена Пузи — на Чехословаччину, де чехословацька влада інтернувала літунів та забрала літаки. Літунська сотня евакуювалася залізницею зі Станиславова до Чорткова.
У Чортківській офензиві сотник Євський на своєму знаменитому «Нюпорі» осягнув дві дальші повітряні перемоги, збивши один новісінький «Фоккер» над Золочевом та інший літак над Поморянами. На жаль, інший ас української авіяції — поручник Аркадій Шеремецінський — не був свідком цих перемог: 21 квітня вчинив самогубство, заламаний психічно з приводу поразок Армії УНР у першій половині 1919 року. У літунській катастрофі біля Чорного Острова загинув теж старший десятник Кавута, коли в березні 1919 року перевозив літаки з Проскурова до Красного (тільки що втік з польського полону).
Всі старшини української авіації, що загинули в першій половині 1919 року, були поховані на приватному кладовищі графині Росоцької в Красному. На їх могилах були поставлені хрести з пропелерів.

### Панцерна зброя
Панцерна зброя УГА диспонувала двома — трьома панцерними автомобілями і двома панцерними потягами, які успішно оперували на Хирівському й Львівському фронтах. На Наддніпрянщині УГА й Армія УНР мали тільки три здобуті від більшовиків сучасні панцерні потяги.
Панцерні потяги УГА:
- Панцерний потяг Ч. 1
- Панцерний потяг Ч. 2
- Панцерний потяг «Люся»
- Потяг Ч. 212

### Технічні частини
УГА мала 9 саперних сотень, з яких 4 були приділені до корпусів, 5 до бригад. Ці сотні формував і вишколював Запасний саперний курінь у Чорткові, пізніше реорганізований на Технічний курінь (командант Д. (Корнило) Кізюк); автоколони УГА з 36 автомобілів, 24 мотоциклетів і 2 панцерних автомобілів були реорганізовані в Самохідний курінь. Залізничний курінь, залізничне депо й сотня залізничних мостів були організовані в Стрию, а пізніше перенесені до Станиславова. Телефонні сотні при корпусах, чети при бригадах і телефонні стежі при куренях і гарматних батареях вишколювалися в Звідомному полку в Станиславові. Чотири радіостанції були приділені до ДСВС й до 3-х корпусних команд.

### Санітарна служба
Санітарна служба в УГА була організована за австрійським зразком і до переходу за р. Збруч стояла на висоті завдань. Керував службою полковник Бурачинський Андрій, військовий лікар-дерматовенеролог. При корпусах працювали 2—5 польові лікарні та санітарні потяги. Після переходу за Збруч, санітарна служба була зовсім незадовільна через брак шпиталів, одягу, білизни і ліків. Це й було причиною епідемії тифу. Лікарів було всього 35, санітарних старшин 50, у 8 шпиталях тільки 1600 ліжок, а в кінці жовтня вже було 18000 хворих на тиф.

### Вишкіл в УГА
Вишкіл в УГА провадився у старшинських школах і в запасних кошах (полках, куренях) за статутами УСС та австрійської армії. Його слабою стороною була недостача бойового вишколу.
Генерал Греков організував у червні 1919 р. армійський вишкіл, але після переходу УГА за р. Збруч план не був реалізований. Для старшин були школи добровольців з освітою не менше 6 класів середньої школи; у Галичині діяли 3 піхотні школи, 1 артилерійська, 1 звідомна; на Наддніпрянщині 1 піхотна й 1 артилерійська.

### Тилові служби
Внутрішній лад берегла польова жандармерія (польова сторожа) при НК ГА і корпусах (поділена на корпусні курені і бригадні сотні).
Іншими допоміжними відділами УГА були булавні сотні при штабах корпусів і бригад, харчові сотні при постачаннях корпусів і бригад, ветеринарні відділи при командах корпусів і в Кінній бригаді; пости польової пошти при корпусних і бригадних командах та ін.

## Чисельний стан
Загальний стан УГА зазнав таких змін:
| Березень 1919 | 126 000 |
| Квітень 1919  | 65 000  |
| Червень 1919  | 75 000  |
| Липень 1919   | 49 800  |
| Січень 1920   | 22 000  |
| Квітень 1920  | 18 000  |

У березні-квітні на фронті було 65000 старшин і вояків, за чортківського наступу — 70000—75000; за р. Збруч перейшло бл. 50000; у січні 1920 р. їх число зменшилося до 22000, у квітні до 18000 старшин і вояків.
Недостатня була кількість старшин — пропорція числа старшин до вояцтва УГА була тільки 2,4 % загального стану (коли в польській армії — 5 %, на фронті — 7 %). Брак штабних і вищих старшин в УГА надолужували вербування старшин — неукраїнців із колишньої австро-угорської армії та призначення старшин з Армії УНР — колишніх старшин російської армії (цей резерв надто мало був використаний). Іменування нових старшин і підстарший та підвищування їх належало до компетенції ДСВС, а з червня 1919 — диктатора ЗУНР.

## Звання та знаки розрізнення
Перші солдати Галицької армії (з підрозділів, що на початку листопада 1918 р. перебували у Львові та на території Галичини і Буковини) були одягнуті в австрійську військову форму, мали австрійське спорядження та озброєння. Для позначення національної приналежності використовувалися синьо-жовті стрічки та складені з них круглі кокарди. Вояки полку УСС мали «мазепинки», інший однострій, спорядження та озброєння полку було австрійське. З січня 1919 р. УНР надала для Галицької армії зимову форму російської армії — шапки, шинелі, ватяні фуфайки та ватяні штани. Частина вояків носила змішані комплекти з елементів одностроїв австрійської та російської армії. Також у Галицькій армії мали певне поширення австрійські сталеві шоломи та російські каски «Адріана», які були отримані від УНР.
Для швидкого розпізнавання здалеку спершу було використано білі широкі стрічки на головних уборах галичан. Вперше полотняні білі стрічки завширшки 5 см з'являються в січні 1919 р. і широко використовуються в подальших боях як мінімум до весни
1919 року.
У квітні 1919 р. було прийнято «Розпоряд», який у деталях регламентував вигляд нового однострою Галицької армії, знаки розрізнення та інші аспекти. Зокрема, для всього війська встановлювався єдиний головний убір «мазепинка» та характерні
петлиці-зубчатки на комір мундиру та шинелі. Колір «зубчатки» позначав рід військ. Але нові однострої шилися малими партіями та за приватними замовленнями старшин, рядові ж вояки продовжували доношувати переважно старі австрійські та
російські однострої.
Розпорядженням Державного Секретаріату з 30 червня 1919 р. усталено однострій і відзнаки ступенів:
- кругла шапка з твердим околом кольору роду зброї та шнуром над козирком, у підстаршини — зеленого кольору, у старшин — золотого.
- Блюза австрійського стрілецького крою, на комірі зубчатка кольору роду зброї, у старшин — обрамована золотом, у штабних старшин на золотому підкладі, у генералів — срібна зубчатка на золотому тлі.
- Відзнаки ступенів — на рукавах: у підстаршин — на підкладі кольору зброї — срібні стрічки, у старшин золоті вужча і ширші плетива. Підстаршини, від вістуна почавши, носили при багнетах на поясі жовті привіски, старшини — золото-блакитні. Старшини та підстаршини мали відзнаки ступенів на рукавах. Підстаршини мали срібну стрічку (старший стрілець, вістун та десятник шириною 6 мм та довжиною 12 см; старший десятник (у випадку «однорічника» — підхорунжий) одну срібну стрічку шириною 14 мм, булавний одну срібну стрічку шириною 14 мм та під нею другу 6 мм, бунчужний під ширшою дві стрічки по 6 мм. Молодші старшини мали на рукаві золоту плетену 6 мм стрічку з розетою на кінці, булавні старшини 14 мм широкі плетева, генерали 30 мм широкі пояски закінчені двома перехрещеними булавками[11].

Після переходу Збруча в УГА поступово зникають «мазепинки» та старі австрійські кепі — з серпня 1919 року головним убором Галицької армії офіційно стає кашкет «петлюрівка», який був створений за зразком англійського польового кашкету. В серпні та на
початку осені 1919 року вояки Галицької армії доношували старі австрійські мундири та кепі або ходили в нових одностроях зразків ДА УНР, інші були одягнута в однострої старої «білогвардійської» російської армії. При цьому така строкатість одностроїв бувала і в межах одного підрозділу.
Після переходу на сторону більшовиків вояки УГА лише додали червоні розетки під свої кокарди. Радянське командування неодноразово забороняло носити кокарду з тризубом і синьо-жовту символіку, однак стрільці УГА противилися цьому як могли.

### Колір родів зброї
Згідно з Розпорядом Державного секретаріату військових справ від 22 квітня 1919 р.
| Рід зброї (військ)            | Колір петлиць | Колір петлиць    |
| ----------------------------- | ------------- | ---------------- |
| Піхота                        |               | темно-синій      |
| Артилерія                     |               | вишнево-червоний |
| Кіннота                       |               | жовтий           |
| Інженерні та технічні війська |               | сірий            |
| Обоз                          |               | темно-зелений    |
| Медична служба                |               | чорний           |
| Ветеринарна служба            |               | кавовий          |
| Духівництво                   |               | фіолетовий       |
| Генеральна Булава             |               | малиновий        |

### Знаки розрізнення
Згідно з Розпорядом Державного секретаріату військових справ (ДСВС) Західної області УНР ч. 46 від 22 квітня 1919 р.

#### Старшини
| Розряди               | Ґенеральна старшина | Ґенеральна старшина | Ґенеральна старшина | Полкова старшина | Полкова старшина | Полкова старшина | Сотенна старшина | Сотенна старшина  | Сотенна старшина | Сотенна старшина   |
| --------------------- | ------------------- | ------------------- | ------------------- | ---------------- | ---------------- | ---------------- | ---------------- | ----------------- | ---------------- | ------------------ |
| Нарукавна відзнака    |                     |                     |                     |                  |                  |                  |                  |                   |                  |                    |
| Військове звання      | Генерал-сотник      | Генерал-поручник    | Генерал-чотар       | Полковник        | Підполковник     | Отаман           | Сотник           | Поручник          | Чотар            | Хорунжий           |
| Сучасна відповідність | Генерал             | Генерал-лейтенант   | Генерал-майор       | Полковник        | Підполковник     | Майор            | Капітан          | Старший лейтенант | Лейтенант        | Молодший лейтенант |

#### Рядовики і підстаршини
| Розряди               | Підстаршини              | Підстаршини      | Підстаршини | Підстаршини      | Рядовики         | Рядовики |
| --------------------- | ------------------------ | ---------------- | ----------- | ---------------- | ---------------- | -------- |
| Нарукавна відзнака    |                          |                  |             |                  |                  | немає    |
| Військове звання      | Булавний десятник        | Старший десятник | Десятник    | Вістун           | Старший стрілець | Стрілець |
| Сучасна відповідність | Головний майстер-сержант | Штаб-сержант     | Сержант     | Молодший сержант | Старший солдат   | Солдат   |

## Нагороди УГА
Вояки УГА нагороджувались як відзнаками УНР так й відзнаками ЗУНР. Також, ветерани Української Галицької армії встановили для нагородження всіх своїх вояків пропам'ятну відзнаку УГА (Галицький хрест) та бойовий хрест бригади УСС у лавах Галицької армії (Мазепинський хрест).

## Загальна характеристика
УГА була добре організована, дисциплінована й боєздатна. Бездоганна дисципліна відзначалася високою національною свідомістю старшин і вояків. Слабкістю УГА була нестача старшин, зокрема вищого ступеня. Престиж старшин УГА був високий, бо вони здебільшого мали вищу освіту і значний життєвий досвід. Про боєздатність УГА свідчать її численні перемоги, часто над краще озброєними противниками. Не зважаючи на велику нестачу матеріальних засобів та труднощі, УГА була найкращою армією серед тих, що постали на руїнах Австро-Угорщини.
Існування УГА має велике історичне значення: вона відновила українську військову традицію на Західних Українських Землях і змогла поширити її серед широких мас люду. Інтенсивне плекання цих традицій було головною рушійною силою відновлення збройної боротьби в лавах Української повстанської армії, Українській Національній Армії та інших українських збройних формаціях у роки Другої світової війни.

## Жертви
Сотник Володимир Ґалан згадував: під час війни взимку 1919—1920 років між станціями «Махнівка» — «Калинівка» (тепер Вінницька область) було помічено кілька вантажних вагонів, в яких перебували повно замерзлих трупів хворих вояків УГА.
За підрахунками істориків, у подільських степах були поховані близько 40 000 вояків. Більшість могил були насипані вздовж залізничних шляхів:
- Проскурів, Старокостянтинів, Хмільник — Деражня, Вінниця — Жмеринка, Немирів — Тульчин, Бершадь — Балта на південь;
- Могилів-Подільський — Нова Ушиця, Жмеринка — Літин, Калинівка — Хмільник, Козятин — Бердичів на північ[18].

## Військово-патріотичне виховання та вишкіл
Основою військово-патріотичного виховання особового складу Галицької армії було формування національної свідомості та державницько-соборницької ідеології як найвищих духовних та морально-етичних цінностей українського воїна. Воно опиралося на здобутки національного відродження у Галичині на політичних, економічних, культурно-просвітніх інституцій та масових молодіжних парамілітарних сокільських, січових і пластових організацій, де ідейно, морально і фізично гартувалися майбутні захисники УНР-ЗУНР. Там почали закладатися морально-бойові риси стрільців і старшин Галицької армії: непохитна відданість національній ідеї, революційний оптимізм, товариська солідарність, сміливий молодечий запал, дух самопожертви у боротьбі за незалежну соборну Україну. Піднесення національної свідомості особового складу було постійним і провідним завданням командного складу, виховних, культурно-освітних структур, армійського духовенства.

## Присяга
Присягаємо торжественно Всемогучому Богу повинуватися вірно і слухняно Західно-Українській Народній Републіці, Її Верховній Владі, Її Правительству, Її Армії, як також всім Її отаманам та всьому Її Начальству, їх поважати і захищати, їх прикази і припущення у всякій службі виконувати, проти всякого ворога, хто-небудь ним бувби і де тільки воля Її Верховної Влади вимагатиме, на водах, на сушах, у воздусі, в день і в ночі, у боях, наступах, сутичках і всякого рода підприємах, словом на кождому місці, в кожду пору, в кождім случаю хоробро і мужно бороти ся, наших військ, прапорів і оружя в ніякому случаю не покидати, з ворогом ніколи в найменші порозуміння не входити, завсігди так нестися, як сього воєнні закони вимагають та як чесним воїнам лицює і в сей спосіб в чести жити і умирати. — Так нам Боже, допоможи — Амінь

## Цікава інформація
В серпні 1919 р. спеціальним розпорядженням НКГА розпочався збір матеріалів з історії УГА. У кожному підрозділі було закріплено відповідальну особу, що мала займатися збором і упорядкуванням відповідної інформації, написанням історій даного підрозділу, особливо вшануванням пам'яті загиблих вояків та здобутих перемог.
У липні 1944 року, після тимчасового об'єднання сотень «Залізняка» (пізніше реорганізованої у курінь УПА «Месники»), «Голуба», «Ема», «Яструба» та боївок підпільної сітки ОУН (разом — понад 1000 бійців), саме йому, колишньому полковнику Української Галицької Армії, доручено загальне командування над ними та організацію спільного переходу німецько-радянської лінії фронту.
У новій формі ЗСУ зразка 2015 року будуть використовувати 4-променеву зірку УГА.

## Пам'ятки культурної спадщини
Станом на жовтень 2013 року до державного реєстру пам'яток включено такі пам'ятки

### Львівська область
| Назва | Рік події              | Населений пункт | Адреса                                        | Охор. номер | Тип                         | Фото |
| --- | ---------------------- | --------------- | --------------------------------------------- | ----------- | --------------------------- | ---- |
| Могила Дужого М., підхорунжого УГА, сотника УПА, редактора українських націоналістичних видань                                                                          |                        | Львів           | вул. Мечнікова, Личаківський цвинтар, поле 67 |             | історії, місцевого значення |      |
| Братська могила воїнів УГА |                        | Винники         | міський цвинтар Винників                      |             | історії, місцевого значення |      |
| Меморіал воїнів УГА |                        | Львів           | Личаківський цвинтар, поле 76                 |             | історії, місцевого значення |      |
| Могила Стронського М., полковника УГА |                        | Львів           | вул. Мечнікова, Личаківський цвинтар, поле 64 |             | історії, місцевого значення |      |
| Могила Шкрумеляка Ю., письменника, хорунжого УГА |                        | Львів           | вул. Мечнікова, Личаківський цвинтар, поле 12 |             | історії, місцевого значення |      |
| Будинок, в якому жив Бурко Д., сотник УГА, викладач української гімназії (худ.-мем. табл., 1992, мармур).                                                               | 1886—1941 рр.          | Дрогобич        | вул. В. Стуса, 12                             | 1398        | історії, місцевого значення |      |
| Будинок, в якому жив Чмола І., один з організаторів Пласту Українських Січових Стрільців, полковник УГА, викладач української гімназії (худ.-мем. табл., 1991, мармур). | 1892—1941 рр.          | Дрогобич        | вул. В. Стуса, 21                             | 1401        | історії, місцевого значення |      |
| Братська могила летунів УГА і воїнів УПА (пам., мармурова крихта, камінь)                                                                                               | лютий 1919 р.          | Красне          | Селищний цвинтар                              | 1447        | історії, місцевого значення |      |
| Братська могила воїнів УГА (пам., ск. М. Дмитрів, 1993, пісковик) | лютий-березень 1919 р. | с. Вовчухи      | біля сільського цвинтаря                      | 1465        | історії, місцевого значення |      |
| Могила воїна УГА Дичкевича Д. (пам., арх. Й. Пакула, 1928, пісковик) | 1928                   | смт Глиняни     | Селищний цвинтар                              | 1564        | історії, місцевого значення |      |
| Могила хорунжого УГА Скибінського В. (пам., арх. Й. Пакула, 1920, пісковик)                                                                                             | 1920                   | смт Глиняни     | Селищний цвинтар                              | 1565        | історії, місцевого значення |      |
| Братська могила українських січових стрільців і воїнів УГА (пам., 1990)                                                                                                 | 1918—1920 рр.          | с. Бачів        | цвинтар                                       | 1623        | історії, місцевого значення |      |
| Пам'ятний знак стрільцям УГА і УПА (1995, мармурова крихта) |                        | м. Угнів        |                                               | 1698        | історії, місцевого значення |      |
| Братські могили воїнів УГА (пам., ск. С. Литвиненко, 1938, пісковик) | 1918—1920 рр.          | м. Яворів       | Міський цвинтар                               | 1738        | історії, місцевого значення |      |

## Меморіальний комплекс пам'яті полеглих воїнів УГА на Личаківському цвинтарі у Львові

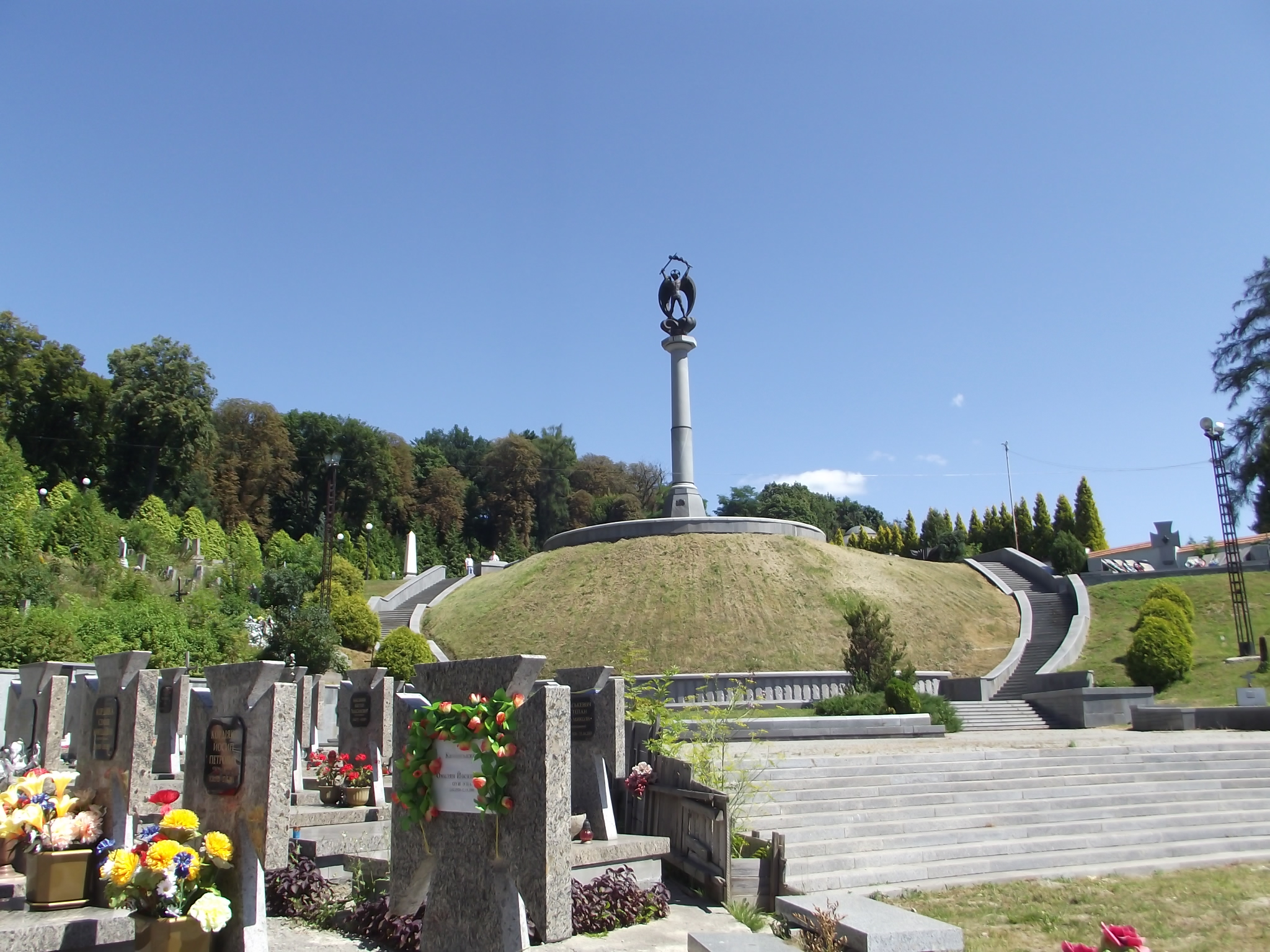
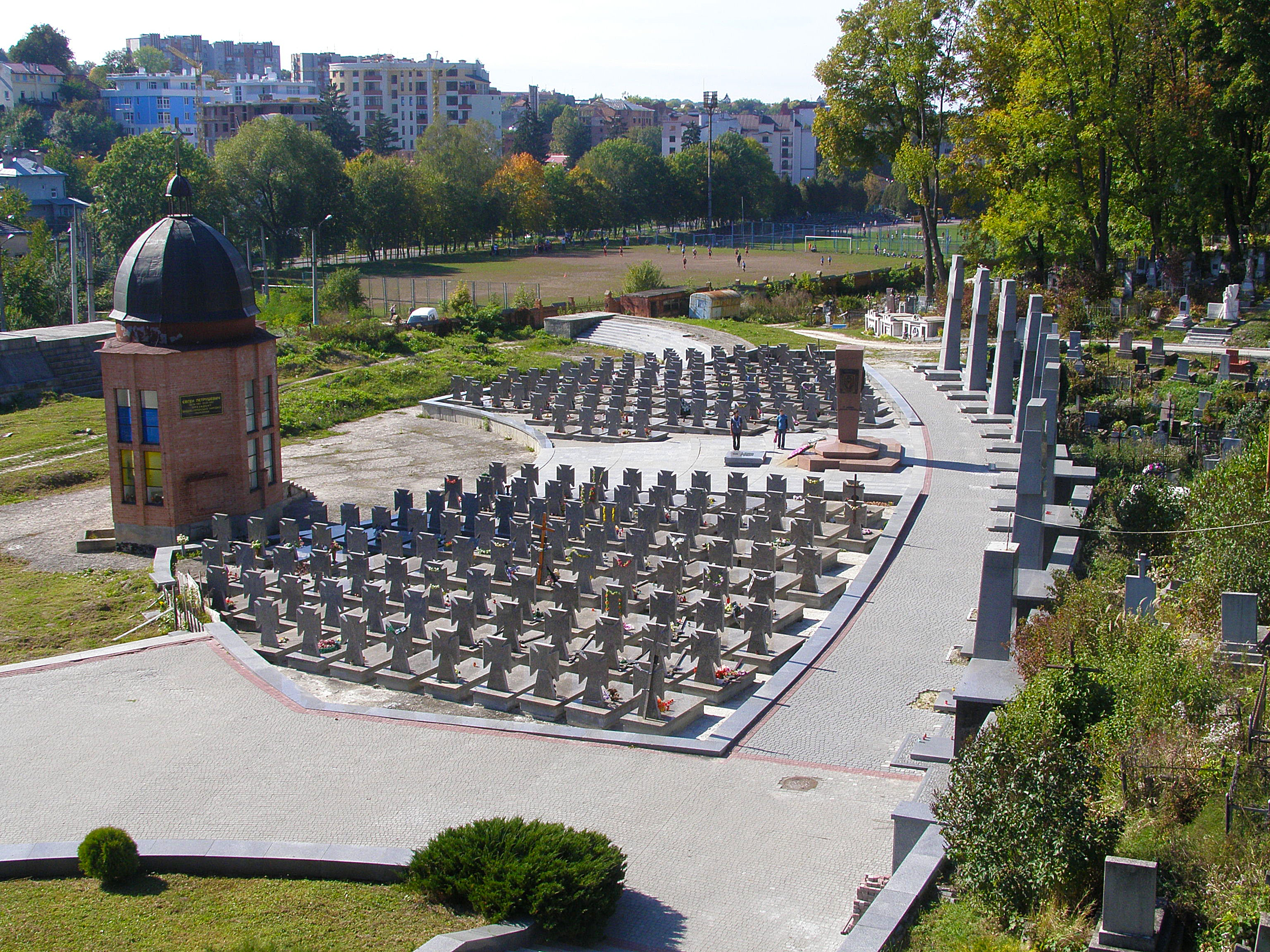
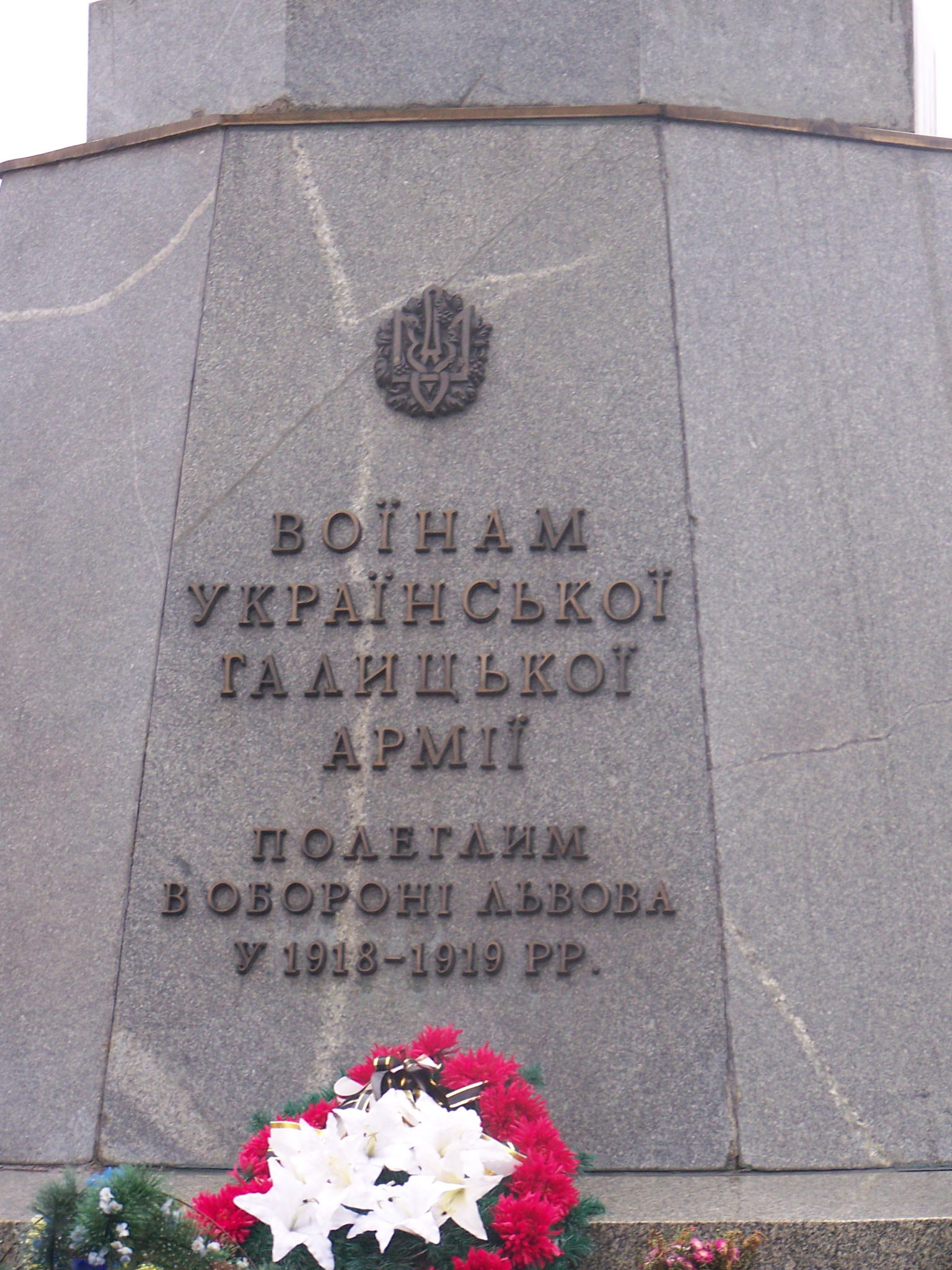

### Поховання
У вересні 2020 року у Вінниці віднайшли кладовище вояків Української Галицької Армії та Армії УНР, знищене в радянський час. Припускають, що це може бути найбільший український військовий цвинтар УГА.

## Довідкові видання
- Західно-Українська Народна Республіка 1918–1923. Енциклопедія. Т. 1: А–Ж. Івано-Франківськ : Манускрипт-Львів, 2018. 688 с. ISBN 978-966-2067-44-6
- Західно-Українська Народна Республіка 1918–1923. Енциклопедія. Т. 2: З–О. Івано-Франківськ : Манускрипт-Львів, 2019. 832 с. ISBN 978-966-2067-61-3
- Західно-Українська Народна Республіка 1918-1923. Енциклопедія. Т. 3: П - С. Івано-Франківськ: Манускрипт-Львів, 2020.576 с. ISBN 978-966-2067-65-1
- Західно-Українська Народна Республіка 1918-1923. Енциклопедія. Т. 4: Т - Я. Івано-Франківськ: Манускрипт-Львів, 2021.688 с. ISBN 978-966-2067-72-9